# Humbert de Neufchâtel
Humbert de Neufchâtel, mort le 22 juin 1417 à Delémont, est un ecclésiastique de l'extrême fin du XIVe siècle et du début du siècle suivante, issu de la maison de Neufchâtel.

## Biographie

### Origines et succession
La date de naissance d'Humbert de Neufchâtel n'est pas connue en l'état actuel des connaissances. Il est l'un des fils cadets de Thiébaut/Thiébaud VI de Neufchâtel (Bourgogne), seigneur de Neufchâtel et de Blamont, prévôt et vicomte de Baume, et de Marguerite de Chalon-Bourgogne, dame de Montaigu [en Bourgogne], d'Amance et de Fontenoy,.
Son frère aîné, Thiébaut/Thiébaud VII, doit succéder à leur père, mais il meurt au cours de la bataille de Nicopolis (1396),,. Dans son testament de 1400, Thiébaut/Thiébaud VI réparti ses biens et ceux de son épouse décédée entre ses deux fils cadets, Humbert et Jean, ainsi que son petit-fils, Thiébaut VIII,. Humbert hérite notamment des possessions situées au diocèse de Bâle et de Lausanne, des créances
du chapitre cathédral et la moitié de la seigneurie d'Héricourt, ainsi qu'un tiers de l'héritage de sa mère. Jean, se sentant laiser, négocie avec son neveu pour obtenir l'ensemble des biens de sa mère, Humbert n'est pas mentionné dans cet échange.
Son père a prévu dans son testament la possibilité qu'Humbert revienne à la vie laïque. Poursuivant cependant sa carrière, l'ensemble de ses biens retourne à sa famille.

### Épiscopat
Son père, Thiébaut/Thiébaud VI, accroit son implantation, à partir de 1388, dans le diocèse de Bâle,. Il conclut en 1395 un arrangement avec le chapitre cathédral de Bâle qui aboutit à placer son fils sur le siège épiscopal,. Il prête serment pour son fils et assure l'administration. Humbert prête serment seulement quelques années après, en 1399 et il est élu en 1400. Il obtient les droits régaliens en 1403.
Il obtient la prévôté de Moutier-Grandval, en 1399.
Avec son frère Jean, ils « libèrent l'évêché de la dette pour laquelle le château de Pleujouse était hypothéqué ».
Afin de rembourser une partie des dettes épiscopales, il cède, en le 26 juillet 1400, à la ville de Bâle les seigneuries de Liestal, Waldenburg et Homberg, dite aussi de Neu-Homberg, qu'il possède en Sisgau (Helvetia Sacra).
Il promulgue en 1400 des statuts synodaux.

### Fin de carrière
En 1409, il soutient l'élection de l'antipape Alexandre V (Helvetia Sacra).
Humbert de Neufchâtel meurt au cours du au XVIe concile œcuménique de Constance (1414-1418), le 22 juin 1417, à Delémont (Helvetia Sacra).